# KAMAZstadion
Het KAMAZstadion is een multifunctioneel stadion in Naberezjnye Tsjelny, een stad in Rusland. Het stadion heette eerder Stadion Grenada.
Het stadion wordt vooral gebruikt voor voetbalwedstrijden, de voetbalclub KAMAZ Naberezjnye Tsjelny maakt gebruik van dit stadion. In het stadion is plaats voor 9.056 toeschouwers. Het stadion werd geopend in 1977.